# 2-й отдельный лыжный батальон 54-й армии
2-й отдельный лыжный батальон 54-й и 32-й армий — воинская часть вооружённых сил СССР в Великой Отечественной войне.

## История
Батальон сформирован в Ленинграде в составе Ленинградского фронта в ноябре 1941 года.
В действующей армии с 25 ноября 1941 по 21 апреля 1942 года.
К 2 декабря 1941 года сосредоточился в составе ударной группы 54-й армии в районе Серокаски (западнее Войбокало), вместе с 80-й стрелковой дивизией, 6-й бригадой морской пехоты и 1-м отдельным лыжным батальоном.
С 3 декабря 1941 года ударная группа перешла в наступление с правого фланга 54-й армии, на левый фланг оперативной группы «Бёкман», пытаясь окружить в районе Оломны войска противника по правому берегу Волхова. Наступление получило развитие только с вводом двух свежих дивизий, и батальон был брошен в бой 18 декабря 1941 года в тыл группировке в районе Оломны. Он действовал в лесах, на просёлочных дорогах, нападал на обозы и небольшие части противника, перерезал пути организованного отхода, подвоза боеприпасов и продовольствия.
В конце декабря 1941 года батальон был снят с позиций и переброшен в распоряжение Медвежьегорской оперативной группы, в начале января 1942 года участвует в наступлении войск группы, в районе Повенеца, наступает с задачей перерезать шоссе Медвежьегорск — Повенец.
21 апреля 1942 года обращён на формирование 1-й лыжной бригады.

## Подчинение
| Дата            | Фронт (округ)       | Армия      | Корпус | Примечания |
| --------------- | ------------------- | ---------- | ------ | ---------- |
| 01.12.1941 года | Ленинградский фронт | 54-я армия | -      | -          |
| 01.01.1942 года | -                   | -          | -      | данных нет |
| 01.02.1942 года | Карельский фронт    | -          | -      | -          |
| 01.03.1942 года | Карельский фронт    | -          | -      | -          |
| 01.04.1942 года | Карельский фронт    | 32-я армия | -      | -          |